# Oetuke
Oetuke is een bestuurslaag in het regentschap Timor Tengah Selatan van de provincie Oost-Nusa Tenggara, Indonesië. Oetuke telt 1236 inwoners (volkstelling 2010).